# Finale del campionato mondiale femminile di calcio 1995
La finale del campionato mondiale femminile di calcio 1995 si tenne il 18 giugno 1995 al Råsundastadion a Solna tra le nazionali femminili di Germania e Norvegia. Fu la finale della seconda edizione del campionato mondiale femminile di calcio, e terminò 0-2 a favore delle norvegesi.

## Cammino verso la finale

### Germania
La prima finalista, ovvero la Germania, fu sorteggiata nel Gruppo A insieme a Svezia, Giappone e Brasile.
La prima avversaria fu il Giappone padrona di casa, che il 5 giugno a Karlstad venne sconfitta 1-0 con rete decisiva di Neid. Nella seconda giornata le tedesche persero 3-2 contro la Svezia padrona di casa, ma all'ultima giornata vinsero poi contro il Brasile con un netto 6-1. La classifica finale vide la Germania e le padrone di casa della Svezia finire con 6 punti ma con quest'ultime seconde per peggior differenza reti, seguite dal Giappone e dal Brasile con 3, con quest'ultima che fu l'unica del girone a essere eliminata per peggior differenza reti.
Ai quarti, il 13 giugno le tedesche affrontarono l'Inghilterra a Västerås: si imposero con un netto 3-0 con reti di Voss, Meinert e Morr.
La semifinale di due giorni dopo a Helsingborg vide la Germania affrontare la Cina: le tedesche si imposero nel finale con la rete decisiva di Bettina Wiegmann.

### Norvegia
Le norvegesi furono invece inserite nel gruppo B, insieme a Inghilterra, Canada e Nigeria.
Il 6 giugno, le norvegesi umiliarono la Nigeria, vincendo con un clamoroso 8-0. Due giorni dopo, l'Inghilterra si arrese 0-2 contro le norvegesi, che segnarono con Haugen e Riise. La terza e ultima avversaria, il Canada, capitolò anch'essa di fronte alle norvegesi con la tripletta di Ann Kristin Aarønes, la doppietta di Marianne Pettersen e le reti di Riise e Leinan. Le norvegesi conclusero quindi a punteggio pieno il girone, seguite dall'Inghilterra con 6 punti; fuori invece Canada e Nigeria.
Il 13 giugno, le norvegesi eliminarono la Danimarca a Karlstad per 3-1, con le reti di Espeseth, Medalen, Riise. La semifinale fu leggermente più difficile: l'avversaria di turno, gli Stati Uniti, campioni in carica e favoriti al trionfo finale, furono sconfitti per 1-0 con la rete di Aarønes.

### Tabella riassuntiva del percorso
Note: In ogni risultato sottostante, il punteggio della finalista è menzionato per primo.
| Pos. | Squadra  | Pt | G | V | N | P | GF | GS | DR |
| ---- | -------- | -- | - | - | - | - | -- | -- | -- |
| 1.   | Germania | 6  | 3 | 2 | 0 | 1 | 9  | 4  | +5 |
| 2.   | Svezia   | 6  | 3 | 2 | 0 | 1 | 5  | 3  | +2 |
| 3.   | Giappone | 3  | 3 | 1 | 0 | 2 | 2  | 4  | -2 |
| 4.   | Brasile  | 3  | 3 | 1 | 0 | 2 | 3  | 8  | -5 |

| Pos. | Squadra     | Pt | G | V | N | P | GF | GS | DR  |
| ---- | ----------- | -- | - | - | - | - | -- | -- | --- |
| 1.   | Norvegia    | 9  | 3 | 3 | 0 | 0 | 17 | 0  | +17 |
| 2.   | Inghilterra | 6  | 3 | 2 | 0 | 1 | 6  | 6  | 0   |
| 3.   | Canada      | 1  | 3 | 0 | 1 | 2 | 5  | 13 | -8  |
| 4.   | Nigeria     | 1  | 3 | 0 | 1 | 2 | 5  | 14 | -9  |

## Tabellino
| Arbitro: | Ingrid Jonsson |

|  |           |                         |
|  | Marcatori | 37’ Riise 40’ Pettersen |

| Germania |  | Norvegia |

| Germania (3-5-2) |    |                    |    |     |
|                  |    |                    |    |     |
| P                | 1  | Manuela Goller     |    |     |
| D                | 5  | Ursula Lohn        |    |     |
| D                | 3  | Birgitt Austermühl |    |     |
| D                | 2  | Anouschka Bernhard | 2’ |     |
| C                | 8  | Bettina Wiegmann   |    |     |
| C                | 10 | Silvia Neid        |    |     |
| C                | 7  | Martina Voss       |    |     |
| C                | 6  | Maren Meinert      |    | 86’ |
| C                | 4  | Dagmar Pohlmann    |    | 75’ |
| A                | 9  | Heidi Mohr         |    |     |
| A                | 16 | Birgit Prinz       |    | 42’ |
| A disposizione:  |    |                    |    |     |
| A                | 11 | Patricia Brocker   |    | 42’ |
| C                | 18 | Pia Wunderlich     |    | 75’ |
| A                | 19 | Sandra Smisek      |    | 86’ |
| CT:              |    |                    |    |     |
| Gero Bisanz      |    |                    |    |     |

| Norvegia (4-5-1) |    |                      |     |
|                  |    |                      |     |
| P                | 1  | Bente Nordby         |     |
| D                | 2  | Tina Svensson        |     |
| D                | 5  | Nina Nymark Andersen |     |
| D                | 3  | Gro Espeseth         |     |
| D                | 13 | Merete Myklebust     |     |
| C                | 4  | Anne Nymark Andersen | 22’ |
| C                | 6  | Hege Riise           |     |
| C                | 7  | Tone Haugen          |     |
| C                | 16 | Marianne Pettersen   |     |
| C                | 11 | Ann Kristin Aarønes  | 70’ |
| A                | 10 | Linda Medalen        | 58’ |
| CT:              |    |                      |     |
| Even Pellerud    |    |                      |     |

| Assistenti arbitrali: Gitte Holm (Danimarca) Maria Rodríguez (Messico) | Regole dell'incontro - due tempi regolamentari da 90 minuti ciascuno; - due tempi supplementari da 30 minuti ciascuno in caso di parità; - tiri di rigore in caso di ulteriore parità; inizialmente cinque per squadra, e a oltranza fino a spareggio in caso di ulteriore parità; - numero massimo di 20 giocatrici per squadra a referto (11 in campo e 9 come potenziali sostituti); - tre sostituzioni permesse. |